# Молодёжные Дельфийские игры государств — участников СНГ
Молодёжные Дельфийские игры государств — участников СНГ проводятся Национальными Дельфийскими организациями принимающих Игры стран. Начиная со II игр им предоставляется патронат Международного Дельфийского комитета. Первые Игры прошли на территории России, последующие проводились в других странах СНГ.

## Формат проведения
Дельфийские игры — это комплексные соревнования среди деятелей искусств высокого уровня мастерства.
Игры являются крупным мероприятием (более 2000 участников), проходящим в течение 6-7 дней. Игры состоят из: официальной церемонии открытия, конкурсной и фестивальной программ, международной конференции, дня делегаций, официальной церемонии закрытия и гала-концерта победителей.
В Играх участвуют как коллективы, так и сольные исполнители прошедшие отбор на национальном уровне и сформированные в сборные команды государств — участников СНГ.
Возраст участников на момент проведения:
- Дельфийских игр — любой;
- Молодёжных Дельфийских игр — от 10 лет до 25 лет (в рамках номинаций может быть предусмотрено разделение на возрастные группы).

| День | Мероприятия |
| ---- | --- |
| 1-2  | Заезд и аккредитация участников и гостей Игр |
| 2-5  | Репетиции, конкурсная и фестивальная программа Игр |
| 2    | Официальное открытие Игр: театрализованное представление, состоящее из 3 разделов: история Дельфийских игр, официальная часть (включающая выступления VIP-гостей и официальных лиц, поднятие флага, и зажжение факела), демонстрация культурных традиций принимающей стороны. |
| 4    | Международная конференция |
| 5    | Официальное закрытие Игр (Гала-концерт победителей и призёров Игр) |
| 6    | Отъезд участников и гостей Игр |

Игры проводятся в разных городах. Для проведения конкурсов по различным номинациям предоставляются лучшие объекты культуры (консерватории, концертные залы, театры, и проч.) — все номинации проводятся на отдельных площадках, иногда одновременно.
В рамках Дельфийских игр отработаны соревнования по 42 номинациям: альт, фортепиано, скрипка, баян/аккордеон, балалайка, виолончель, флейта, труба, кларнет, домра, саксофон, ударные инструменты, академическое пение, народное пение, эстрадное пение, авторская песня, классический танец, современный танец, народный танец, театр, художественное чтение, цирковое искусство, пантомима, диджей, фотография, изобразительное, искусство, граффити, веб дизайн, тележурналистика, журналистика, искусство воспитания, мультипликация, короткометражный художественный фильм, скульптура, архитектура, ландшафтный дизайн, кулинарное искусство, дизайн одежды, парикмахерское искусство, флористика, социальная реклама, сохранение народных художественных промыслов.
В жюри, формируемое по каждой дисциплине, входят видные деятели культуры и искусства, около 100—150 человек.
Жюри определяет победителей и призёров по номинациям конкурсной и фестивальной программ Игр, которые награждаются на официальных церемониях медалями и дипломами с символикой Игр.
Организацию и проведение Игр осуществляют совместно Дельфийская организация принимающей стороны, государственные и муниципальные органы власти при поддержке заинтересованных организаций. Игры проводятся под патронатом Международного Дельфийского комитета. Руководство подготовка и проведение Игр осуществляются Организационным комитетом и Дирекцией.

## I (2002)
С 13 по 18 сентября 2002 года в г. Брянске (Российская Федерация) прошли Первые молодёжные Дельфийские игры государств — участников СНГ.
В Играх приняли участие около 800 дельфийцев в возрасте от 10 лет до 21 года, сформированных в официальные делегации от 10 государств — участников СНГ, в числе которых: Азербайджанская Республика, Республика Армения, Республика Беларусь, Грузия, Республика Казахстан, Кыргызская Республика, Республика Молдова, Российская Федерация, Республика Узбекистан, Украина. В качестве наблюдателя на Играх присутствовал представитель Туркменистана.
Подготовку и проведение мероприятия осуществили совместно Национальный Дельфийский совет России (НДС России), администрации Брянской области и г. Брянска при поддержке Российского организационного комитета «Победа» и Исполкома СНГ. Значительная помощь была оказана Советом по культурному сотрудничеству государств — участников СНГ и рабочей группой по развитию Дельфийского движения в государствах — участниках СНГ.

## II (2004)

C 25 сентября по 1 октября 2004 года в г. Кишинёве (Республика Молдова) прошли Вторые молодёжные Дельфийские игры государств — участников СНГ.
В Играх приняли участие более 1000 дельфийцев в возрасте от 10 лет до 21 года, сформированных в официальные делегации от 11 государств — участников СНГ, в числе которых: Азербайджанская Республика, Республика Армения, Республика Беларусь, Грузия, Республика Казахстан, Кыргызская Республика, Республика Молдова, Российская Федерация, Республика Таджикистан, Республика Узбекистан, Украина.
Подготовку и проведение мероприятия осуществлял организационный комитет, который возглавлял заместитель Премьер-министра Республики Молдова В. Кристя. Помощь в организации была оказана Исполкомом СНГ. Патронат был предоставлен Международным Дельфийским комитетом.
В церемонии открытия принял участие Президент Республики Молдова Владимир Николаевич Воронин.

## III (2005)

C 12 по 16 декабря 2005 года в г. Киеве (Украина) прошли Международные молодёжные Дельфийские игры (Третьи молодёжные Дельфийские игры государств — участников СНГ).
В Играх приняли участие 506 дельфийцев в возрасте от 10 лет до 21 года, сформированных в официальные делегации от 18 государств, в числе которых: Азербайджанская Республика, Республика Армения, Республика Беларусь, Болгария, Греция, Грузия, Республика Казахстан, Кыргызская Республика, Китай, Республика Молдова, Российская Федерация, Румыния, Сербия и Черногория, Республика Таджикистан, Республика Узбекистан, Украина, Южная Корея, Япония.
Подготовку и проведение мероприятия осуществлял Украинский Дельфийский комитет под патронатом Международного Дельфийского комитета.
В адрес Игр поступило приветствие от Председателя Верховного Совета Украины В. М. Литвина.

## IV (2006)

С 24 по 30 октября 2006 года в г. Астане (Республика Казахстан) прошли Четвёртые молодёжные Дельфийские игры государств — участников СНГ.
Подготовку и проведение мероприятия осуществили совместно Национальный Дельфийский комитет Казахстана, Министерство образования и науки Республики Казахстан, Рабочей группы по развитию Дельфийского движения в государствах — участниках СНГ. Мероприятие было посвящёно 15-летию Содружества.
В Играх приняли участие 612 дельфийцев в возрасте от 10 до 25 лет, сформированных в официальные делегации от 10 государств — участников СНГ, в числе которых: Азербайджанская Республика, Республика Армения, Республика Беларусь, Грузия, Республика Казахстан, Кыргызская Республика, Республика Молдова, Российская Федерация, Республика Таджикистан, Украина.

## V (2008)

С 20 по 26 октября 2008 года в г. Минске (Республика Беларусь) прошли юбилейные Пятые молодёжные Дельфийские игры государств — участников СНГ. В Играх приняли участие 596 человек, сформированных в официальные делегации от всех 12 стран Содружества. Для подготовки и проведения Игр был создан организационный комитет, который возглавил заместитель Премьер-министра Республики Беларусь А. Н. Косинец.
Пятые молодёжные Дельфийские игры государств — участников СНГ прошли под патронатом Международного Дельфийского комитета. Соревнования проводились в форме конкурсной и фестивальной программ по двум возрастным категориям (старшей и младшей) по 17 номинациям народного, классического и современного искусства: фортепиано, скрипка, виолончель, труба, баян/аккордеон, цимбалы, академическое пение, народное пение, эстрадное пение, народный танец, современный танец, цирк на сцене, фотография, изобразительное искусство, веб дизайн, диджей, декоративно-прикладное искусство. В качестве мест проведения состязаний были задействованы лучшие площадки столицы: Белорусская государственная филармония, Белорусская государственная академия музыки, Белорусская государственная академия искусств, Национальная библиотека Беларуси, Минский городской Дворец детей и молодёжи и пр.

## VI (2010)

С 26 июня по 2 июля 2010 года в г. Ереване (Республика Армения) прошли Шестые открытые молодёжные Дельфийские игры государств — участников СНГ, посвящённые 65-летию Победы и включенные в План действий по празднованию Международного года сближения культур — 2010, координируемый ЮНЕСКО.
Игры собрали на соревнования по 19 номинациям около 600 деятелей искусств из 16 стран: государств — участников СНГ, Франции, Турции, Болгарии и т. д. Состоявшееся мероприятие внесло значительный вклад в поиск молодых деятелей искусств, повышение их профессионального уровня, содействие межкультурному диалогу и поддержке многообразия культур.
Для подготовки и проведения Игр был создан Организационный комитет, который возглавил Вице-премьер Правительства Республики Армения А. А. Геворгян. Организаторами Игр выступили Министерство культуры Республики Армения и Национальный Дельфийский комитет Армении при поддержке Исполнительного комитета Содружества Независимых Государств, Межгосударственного фонда гуманитарного сотрудничества государств-участников СНГ, Совета по культурному сотрудничеству государств — участников СНГ и Рабочей группы по развитию Дельфийского движения в государствах — участниках СНГ. Играм предоставлен патронат Международного Дельфийского комитета (штаб-квартира расположена в Москве).

## VII (2012)
В Астане (Республика Казахстан) с 24 по 29 сентября 2012 года в проходили Седьмые открытые молодёжные Дельфийские игры государств — участников Содружества Независимых Государств под лозунгом «Энергия молодых». В этом году в них приняли участие болеe 1000 молодых деятелей искусств из 16 стран: Австрии, Азербайджана, Армении, Афганистана, Белоруссии, Болгарии, Грузии, Италии, Казахстана, Киргизии, Молдавии, России, Румынии, Таджикистана, Турции, Украины
Организаторами Игр выступил ряд министерств Республики Казахстан: Министерство образования и науки, Министерство культуры и информации, Национальный Дельфийский комитет Республики Казахстан, Акимат г. Астаны. Мероприятие прошло при поддержке Исполнительного комитета Содружества Независимых Государств, Национальной Комиссии Республики Казахстан по делам ЮНЕСКО и ИСЕСКО, Межгосударственного фонда гуманитарного сотрудничества государств — участников СНГ, Совета по культурному сотрудничеству государств — участников СНГ и Рабочей группы по развитию Дельфийского движения в государствах — участниках СНГ.
Играм предоставлен патронат Международного Дельфийского комитета.

## VIII (2013)

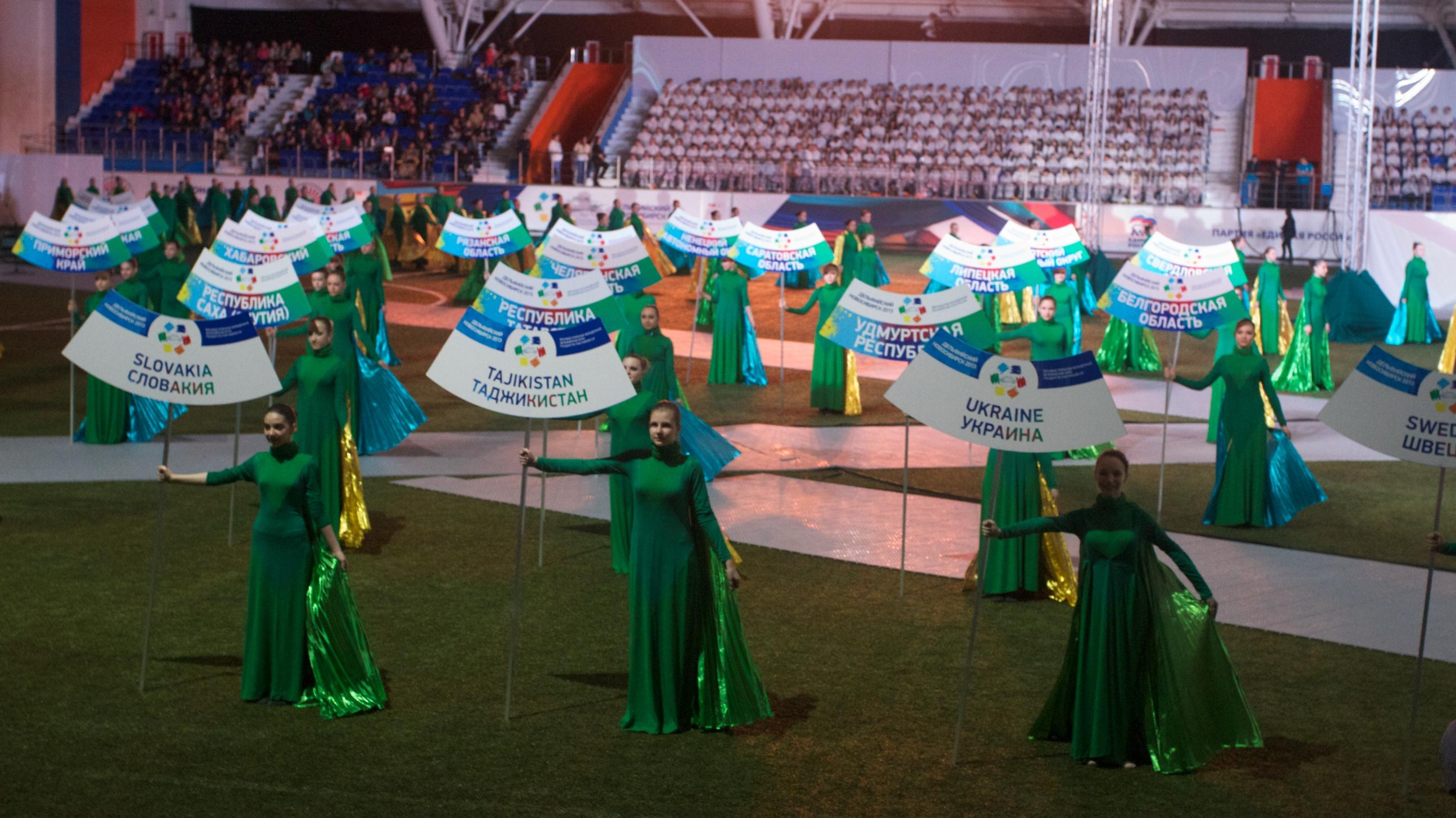
Официальная церемония открытия — Парад стран-участниц

В Новосибирске с 16 по 21 мая 2013 года состоялись Восьмые открытые молодёжные Дельфийские игры государств — участников СНГ. Они прошли параллельно с Двенадцатыми молодёжными Дельфийскими играми России в рамках Культурного проекта «Дельфийский Новосибирск — 2013».
В Играх приняли участие 1081 человек из России, стран СНГ и дальнего зарубежья. Всего в Новосибирск прибыли делегации из 21 страны: Австрии, Азербайджана, Армении, Беларуси, Великобритании, Германии, Греции, Израиля, Италии, Казахстана, Кипра, Кыргызстана, Молдовы, России, Словакии, США, Таджикистана, Турции, Украины, Финляндии, Швеции. Участники в возрасте от 10 до 25 лет соревновались по 19 номинациям классического, современного и народного искусства.
Организаторами Культурного проекта выступили Национальный Дельфийский совет России (НДС России), Правительство Новосибирской области, Мэрия Новосибирска.
В рамках Игр состоялась Восьмая международная конференция, посвящённая проблемам развития культуры и роста популярности искусства среди молодёжи. Одной из её важнейших практических задач являлась формулировка эффективной стратегии поддержки молодых талантов в современном мире. В работе конференции приняли участие около 200 экспертов из 14 стран. С развернутым докладом выступила председатель Национальной Комиссии Греции по делам ЮНЕСКО М. Е. Тзитзикоста, подчеркнувшая важность Дельфийских игр для развития творческих способностей молодых людей.
Игры прошли под патронатом Международного Дельфийского комитета и под эгидой Комиссии Российской Федерации по делам ЮНЕСКО.

## X (2015)
В Орле (Российская Федерация) в рамках Культурного проекта «Дельфийский Орел — 2015» с 1 по 6 мая 2015 года прошли юбилейные Десятые молодёжные Дельфийские игры государств — участников СНГ, включенные в План основных мероприятий по подготовке и празднованию 70-й годовщины Победы в Великой Отечественной войне 1941—1945 годов, утверждённый Решением Совета глав государств СНГ.
Более 800 юных деятеля искусства в возрасте от 10 до 25 лет и около 50 именитых членов жюри из 15 стран приняли участия в Играх. Конкурсная программа юбилейных Десятых молодёжных Дельфийских игр государств — участников СНГ состояла из 17 номинаций.
В рамках Игр прошли Десятая международная конференция и просветительские программы. В работе конференции приняли участие представители из 11 стран, руководители и представители Международного Дельфийского комитета, ЮНЕСКО, Национальных Дельфийских организаций ряда стран. Также состоялись круглый стол «Искусство равных возможностей», посвящённый вопросам подготовки и проведения в России Первых Парадельфийских игр, и встреча «Дельфийцы и Олимпийцы — поколения победителей».
Игры получили патронат Международного Дельфийского комитета и эгиду Комиссии РФ по делам ЮНЕСКО.

## XI (2016)
Одиннадцатые молодёжные Дельфийские игры государств — участников СНГ посвящены 25-летию Содружества Независимых Государств и Году образования в СНГ, объявленному Решением Совета глав государств Содружества Независимых Государств от 30 октября 2015 года.

В состязаниях приняли участие более 500 представителей талантливой молодежи стран СНГ в возрасте от 10 до 25 лет и 61 член жюри из
8 стран: Азербайджанской Республики, Республики Армения, Республики Беларусь, Республики Казахстан, Кыргызской Республики, Республики Молдова, Российской Федерации, Республики Таджикистан.
В конкурсную и фестивальную программу Игр вошли 17 номинаций по народным, классическим и современным видам искусств: фортепиано, скрипка, изобразительное искусство, баян/аккордеон, саксофон, академическое пение, сольное народное пение, эстрадное пение, джаз, народный танец, современный танец, фотография, дизайн одежды, искусство воспитания, цирк, народные инструменты и духовые инструменты.
Итоговый очный этап Игр проходил в Москве и Санкт-Петербурге с 28 ноября по 3 декабря 2016 года.

## XII (2017)
С 18 по 23 апреля 2017 года в Свердловской области (Российская Федерация) в рамках Культурного проекта «Дельфийские игры — 2017» состоялись Двенадцатые молодёжные Дельфийские игры государств — участников Содружества Независимых Государств. Игры прошли под патронатом Международного Дельфийского комитета (штаб-квартира в Москве).
В мероприятии участвовали около 600 молодых людей в возрасте от 10 до 25 лет в составе делегаций из 8 стран СНГ: Азербайджанской Республики, Республики Армения, Республики Беларусь, Республики Казахстан, Кыргызской Республики, Республики Молдова, Российской Федерации, Республики Таджикистан. Конкурсная и фестивальная программы Двенадцатых молодёжных Дельфийских игр государств — участников СНГ предусматривали 17 международных конкурсов по классическим, народным и современным видам искусств.

Организаторами Игр совместно выступили Национальный Дельфийский совет России, Правительство Свердловской области, Администрация города Екатеринбурга, Министерство образования и науки Российской Федерации, Министерство культуры Российской Федерации при поддержке Исполнительного комитета Содружества Независимых Государств, Межгосударственного фонда гуманитарного сотрудничества государств — участников Содружества Независимых Государств, Межпарламентской Ассамблеи государств — участников Содружества Независимых Государств, Федерального агентства по делам молодежи, Федерального агентства по делам Содружества Независимых Государств, соотечественников, проживающих за рубежом, и по международному гуманитарному сотрудничеству.
В рамках Игр состоялась Международная конференция. Темами стали: «Молодежь и культура», «Диалог культур — Евразийские перспективы», «Культура — вектор развития». Популяризацию Дельфийских игр и важность их проведения для культурного развития молодежи обсудили руководители и представители Международного Дельфийского комитета, Национальных Дельфийских организаций стран, Правительства Свердловской области, федеральных и региональных органов власти Российской Федерации, учреждений культуры и системы образования.

По итогам конкурсной и фестивальной программ были определены лауреаты, получившие золотые, серебряные и бронзовые медали, а также дипломанты. Семь стран увезли с собой награды высшего достоинства.

## XIII (2018)
С 15 по 17 декабря 2018 года в Саратовской области прошли Тринадцатые открытые молодёжные Дельфийские игры государств — участников СНГ. Мероприятие прошло в формате Первого Дельфийского чемпионата.
Организаторами выступили Национальный Дельфийский совет России и Саратовская государственная консерватория им. Л. В. Собинова; при поддержке Исполнительного комитета Содружества Независимых Государств, Межпарламентской Ассамблеи государств — участников Содружества Независимых Государств, органов государственной власти Саратовской области; Международным Дельфийским комитетом (штаб-квартира в Москве) предоставлен патронат. В состязаниях приняли участие деятели искусств в возрасте от 18 до 25 лет. Конкурсная программа проходила по 3 дисциплинам: фортепиано, флейта, академическое пение.
Механизм проведения предполагал распределение участников по группам в каждой номинации по результатам жеребьевки. Во всех турах предстояло соревноваться парами, в каждой из пар по результатам выступлений определялся победитель, выходящий в следующий тур. Победитель и обладатель второго места определялись в финале, в котором принимали участие победители двух полуфиналов; проигравшие в двух полуфиналах стали обладателями третьего места каждый.

## XIV (2019)
В ознаменование 20-летия Дельфийских игр современности с 22 по 26 ноября 2019 года в Московской области состоялись Четырнадцатые молодёжные Дельфийские игры государств — участников СНГ, проведенные в форме Дельфийского чемпионата. Иры собрали творческую молодежь в возрасте от 10 до 25 лет. В мероприятии приняли участие около 500 представителей из 10 стран Содружества. В программе Игр состоялись соревнования по 6 номинациям — фортепиано, скрипка, народное, академическое и эстрадное пение, открытая номинация, международная конференция, спецпроекты «Мы помним…», «Театр», «Год литературы в странах СНГ», официальные мероприятия и гала-концерт.
Механизм Чемпионата предполагал, что во всех турах участникам предстояло соревноваться по двое, в каждой из пар по результатам выступлений определялся победитель, выходящий в следующий тур. В финале участвовали победители двух полуфиналов, разыгрывая первое и второе места. Проигравшие в двух полуфиналах становились обладателями третьего места каждый. Оценка осуществлялась жюри сразу после выступления каждого из соревнующихся путем поднятия таблички с указанием баллов. Первоначально данный механизм апробирован и получил высокую оценку в 2018 году в Саратове.

## XV (2021)

Эмблема Пятнадцатых молодёжных Дельфийских игр государств — участников СНГ

С 7 по 10 декабря 2021 года в соответствии с Планом мероприятий, посвященных 30-летию Содружества Независимых Государств, утвержденным Решением Экономического совета Содружества Независимых Государств от 15 сентября 2020 года прошли Пятнадцатые молодёжные Дельфийские игры государств — участников СНГ. С целью противодействия распространению COVID-19 Игры состоялись в дистанционном формате.
В мероприятии приняли участие 729 человек из 9 стран Содружества: Азербайджанской Республики, Республики Армения, Республики Беларусь, Республики Казахстан, Кыргызской Республики, Республики Молдова, Российской Федерации, Республики Таджикистан и Республики Узбекистан.
Конкурсная и фестивальная программы прошли по 10 номинациям: фортепиано, скрипка, академическое пение, сольное народное пение, эстрадное пение, народный танец, современный танец, цирковое искусство, народные инструменты, духовые инструменты.
Председателями и членами жюри стали 45 деятелей искусств России и стран Содружества. По результатам состязаний представители каждой из стран стали победителями, призёрами или обладателями дипломов Дельфийских игр Содружества. Завершились юбилейные Игры Содружества 10 декабря 2021 года Телеграм гала-концертом, программа которого была составлена по предложениям делегаций.

## XVI (2022)

С 14 по 18 октября 2022 года в Душанбе (Республика Таджикистан) прошли Шестнадцатые молодёжные Дельфийские игры государств — участников Содружества Независимых Государств. Мероприятие стало ключевым событием в праздновании 20-летия Дельфийских игр Содружества.

В Шестнадцатых молодёжных Дельфийских играх государств — участников СНГ приняли участие более 500 участников в возрасте от 10 до 25 лет из 7 стран Содружества, в числе которых Азербайджанская Республика, Республика Армения, Республика Беларусь, Республика Казахстан, Российская Федерация, Республика Таджикистан, Республика Узбекистан.
Соревнования прошли по 10 номинациям: фортепиано, скрипка, изобразительное искусство, академическое пение, сольное народное пение, эстрадное пение, народный танец, народные инструменты, духовые инструменты, художественные ремесла.

17 октября 2022 года состоялось итоговое творческое событие Шестнадцатых молодёжных Дельфийских игр государств — участников СНГ — гала-концерт.

## XVII (2023)

Эмблема Семнадцатых молодёжных Дельфийских игр государств — участников СНГ

Семнадцатые молодёжные Дельфийские игры государств — участников Содружества Независимых Государств проходили с 6 по 10 октября 2023 года в Кыргызской Республике (г. Бишкек). Игры состоялись в Кыргызстане впервые, они были проведены в соответствии с решениями Совета глав государств Содружества Независимых Государств от 18 декабря 2020 года «Об объявлении в Содружестве Независимых Государств 2023 года — Годом русского языка как языка межнационального общения» и Совета глав правительств Содружества Независимых Государств от 29 мая 2020 года «Об Основных мероприятиях сотрудничества государств — участников Содружества Независимых Государств в области культуры на 2021—2025 годы».
В состав делегаций из 7 стран Содружества: Азербайджанской Республики, Республики Беларусь, Республики Казахстан, Кыргызской Республики, Российской Федерации, Туркменистана, Республики Узбекистан — вошло более 600 юношей и девушек в возрасте от 10 до 25 лет.
Конкурсные состязания Дельфийских игр СНГ проводились по 10 номинациям: фортепиано, скрипка, изобразительное искусство, академическое пение, сольное народное пение, эстрадное пение, народный танец, народные инструменты, духовые инструменты, художественные ремесла
Для проведения номинаций были задействованы основные объекты культуры г. Бишкека. В рамках игр прошла международная конференция, в ней приняли участие руководители и представители Международного Дельфийского комитета, Национальных Дельфийских организаций стран, Национальных комиссий по делам ЮНЕСКО, органов государственной власти и международных организаций, наблюдатели Международного Дельфийского комитета, а также педагоги и деятели культуры Содружества. На конференции были подробно обсуждены вопросы развития молодёжных Дельфийских игр Содружества и намечены планы дальнейшей совместной работы.

## XVIII (2024)
С 22 по 26 ноября 2024 года в г. Сыктывкаре прошли Восемнадцатые молодежные Дельфийские игры государств — участников Содружества Независимых Государств, состоявшиеся в рамках Третьих открытых молодежных Арктических Дельфийских игр. 
Государства СНГ были представлены делегациями Азербайджана, Армении, Беларуси, Казахстана, Кыргызстана, России, Таджикистана и Узбекистана. 
Делегации стран приняли участие в официальной церемонии открытия, соревнованиях по 7 номинациям народного, классического и современного искусства, международной конференции, официальной церемонии закрытия и гала-концерте Все главные события Игр транслировались в прямом эфире на платформе «Дельфик.ТВ». 

## Открытые детские Дельфийские игры государств-участников СНГ (2024)
С 30 сентября по 05 октября 2024 года в г. Бишкеке (Кыргызская Республика) состоялись Первые открытые детские Дельфийские игры государств-участников Содружества Независимых Государств.
В Играх приняли участие 541 человек в возрасте от 7 до 14 лет из Азербайджанской Республики, Республики Армении, Республики Беларусь, Республики Казахстан, Китайской Народной Республики, Кыргызской Республики, Российской Федерации, Туркменистана и Республики Узбекистан.
Конкурсная и фестивальная программа Игр включила в себя 11 номинаций: фортепиано, скрипка, классическая гитара, изобразительное искусство, эстрадное пение, народный танец, сольное пение, ди-джей, народные инструменты, художественные ремесла, песни на языке жестов.